# Attigliano
Attigliano ist eine italienische Gemeinde mit 1974 Einwohnern (Stand 31. Dezember 2023) in der Provinz Terni in der Region Umbrien.

## Geografie

Lage der Gemeinde Attigliano in der Provinz Terni

Die Gemeinde erstreckt sich über etwa 10 km². Sie liegt rund 70 km südlich der Regionalhauptstadt Perugia und etwa 30 km westlich der Provinzhauptstadt Terni am Tiber. Der Ort liegt in der klimatischen Einordnung italienischer Gemeinden in der Zone D, 1 872 GR/G. Der Name entstammt dem nahe gelegenen Wald Tigli (dt. Linden), aus dem später ad Tiglium (am Tigli) wurde.
Zu den Ortsteilen gehören Bufalino, La Croce, La Piazza, La Stazione, Lo Stradone und Madonna delle Grazie.
Die Nachbargemeinden sind Amelia, Bassano in Teverina (VT), Bomarzo (VT), Giove, Graffignano (VT) und Lugnano in Teverina.

## Geschichte
Erste Siedlungen im Ortsgebiet entstammen den Etruskern. Die Burg entstammt den Nachfahren des Grafen Offredo, wiederum dessen Nachfahren der Familie der Alviano aus Alviano gründeten den Ort, der bereits im 11. Jahrhundert mit einem Mauerring und einem Hafen (heute Portovecchio – alter Hafen genannt) ausgestattet war. Im 13. Jahrhundert sicherte sich Todi die Herrschaft über den Ort. Nach mehreren Kriegen im 16. Jahrhundert zwischen Amelia, Todi und dem Kirchenstaat kam letztendlich Bartolomeo d’Alviano (1455–1515) an die Macht. Seine Familie hielt sie 1540, als Papst Paul III. und seine Familie der Farnese den Ort für 104 Jahre übernahm und schließlich an den Grafen Marcello Raimondi di Genova verkaufte. Dieser wiederum veräußerte den Ort nach sieben Jahren an die Pamphili, die Attigliano den Orsini überließen. Bei diesen blieb der Ort bis 1860, als Umbrien im Zuge des Risorgimento 1860 Region Italiens wurde. Seit diesem Zeitpunkt stieg die Bevölkerungsanzahl stetig an. Wohnten um 1861 noch ca. 500 Personen im Ort, waren es 2011 ca. 1900 Einwohner.

## Sehenswürdigkeiten

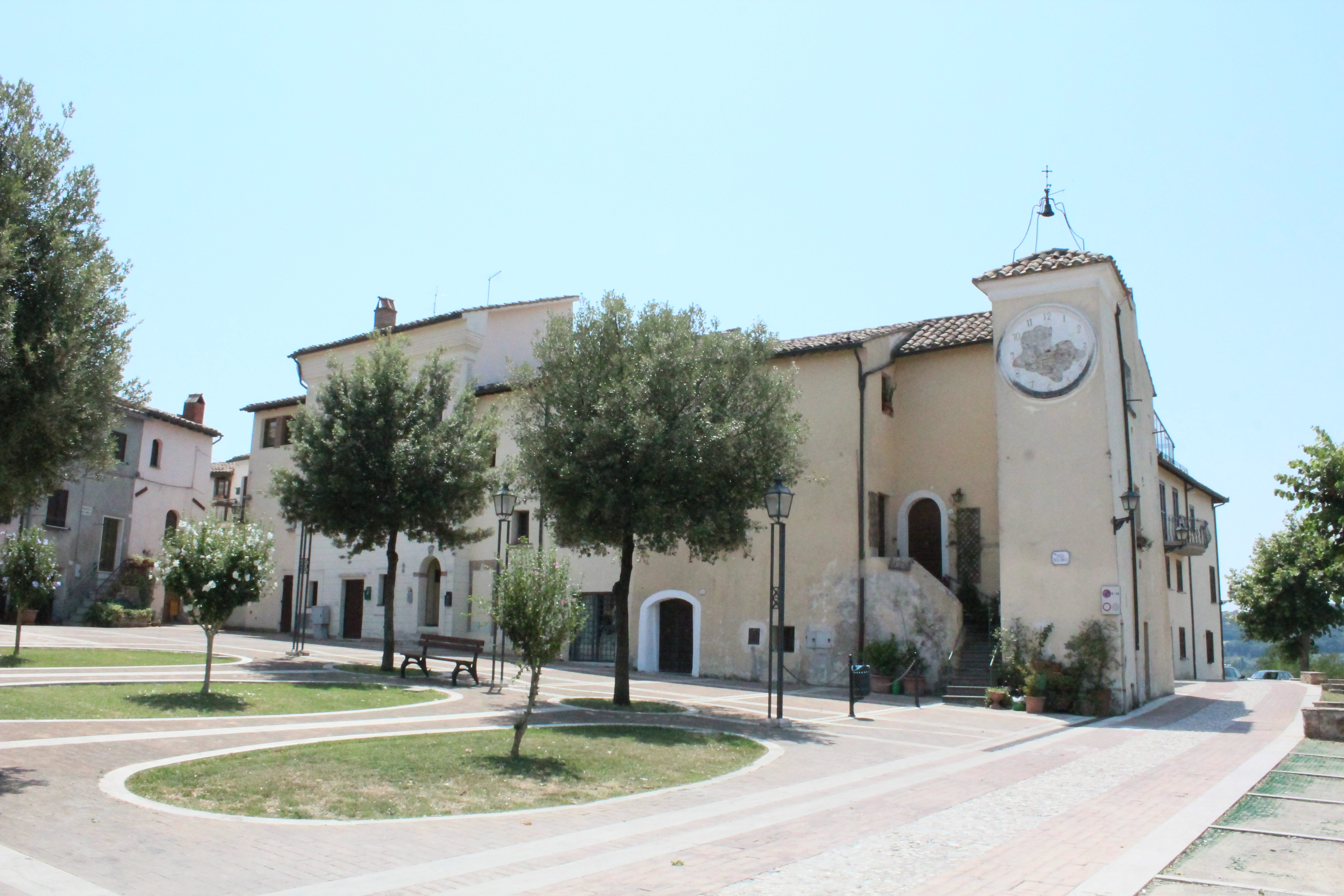
Der Piazza della Rocca mit dem Uhrturm (Torre dell’Orologio)

- Chiesa di San Lorenzo Martire, Kirche aus dem Jahr 1983.[3]
- Chiesa della Madonna delle Grazie, Kirche nahe dem Bahnhof, entstand in der ersten Hälfte des 20. Jahrhunderts.[3]
- Fontana dei Delfini, Brunnen am Hauptplatz. Entstand 1885 durch Ramperti da Amelia.[3]
- Marziano Jana, etruskische Gräberstätte nahe dem Tiber.[4]
- Torre dell’Orologio, Uhrturm der Befestigungsanlage (Rocca) im Ortskern.

## Verkehr
- Attigliano besitzt eine Anschlussstelle an der A1 als Teil der Autostrada del Sole. Der Ort selbst liegt direkt an der Anschlussstelle.
- Attigliano liegt an der Eisenbahnstrecke Viterbo-Attigliano als Ausgangspunkt mit dem Bahnhof Attigliano-Bomarzo.